# Кергеш
Кергеш (рум. Chergheș) — село у повіті Хунедоара в Румунії. Входить до складу комуни Киржиць.
Село розташоване на відстані 302 км на північний захід від Бухареста, 9 км на захід від Деви, 120 км на південний захід від Клуж-Напоки, 121 км на схід від Тімішоари.

## Населення
За даними перепису населення 2002 року у селі проживали 104 особи, з них 103 особи (99,0%) румунів. Рідною мовою 103 особи (99,0%) назвали румунську.